# Bianca Vanhaverbeke
Bianca Vanhaverbeke (Izegem, 16 juni 1975) is een Vlaamse actrice.
Soms wordt ze ook Bianca Van Haverbeke genoemd.
Haar bekendste rol is die van Charlotte Van Mechelen in de komedie Hallo België! en die van Veerle Suys in de VTM-soap Familie.
Bianca geeft les in Artiz (Izegem).